# Mike Manning
Mike Manning é o nome artístico de Michael Christopher Manning (Fort Lauderdale, 12 de abril de 1987), um ator, produtor, roteirista e ativista americano. Mais conhecido por seu papel no filme Cloud 9.

## Biografia

### Carreira
Mike fazia teatro e atuava desde pequeno. Em 2009-2010, ganhou fama ao participar da vigésima terceira edição do reality show The Real World, intitulado The Real World: DC.  No programa, as câmeras mostraram os relacionamentos interpessoais de oito pessoas anônimas, que ali se conheceram e viveram juntas em uma casa em Dupont Circle, Washington, DC.
Desde então, ele atua, produz e roteiriza em uma série de filmes e programas de televisão.
Em 2012, começou a se envolver com o documentário Kidnapped for Christ, ao lado de Lance Bass e Tom DeSanto no cargo de produtor executivo. No final de janeiro, o longa estreou no “Slamdance Film Festival” e foi premiado com ótimas críticas, depois foi vendido para a Showtime e exibido em julho do mesmo ano. O documentário aborda as práticas rebeldes em um acampamento de jovens cristãos, onde os pais desorientados estão enviando seus filhos para corrigir problemas comportamentais: questões como ser gay.
Em 2013, foi ator e produtor de Black Hearts, em outubro, o filme ganhou o prêmio de Melhor Comédia no “Laughlin International Film Festival”.
Em 2014, estrelou ao lado de Luke Benward e Dove Cameron o filme Cloud 9 da Disney Channel. Manning interpretou Nick Swift, um membro da equipe de snowboard e namorado de Kayla. Ele e seus colegas de elenco tiveram que participar de uma semana de acampamento sobre o esporte, mas contaram também com dublês, alguns eram ex-membros da equipe olímpica dos EUA. O personagem também mostrou o interesse de Manning em esportes radicais, incluindo pára-quedismo, bungee jumping e snowboard.
Ele ganhou o papel principal de Chase nos filmes de terror: Caso # 13 (2014) e Case Number 13 (2015). Filmados na famosa Dunsmuir Hellman Mansion. Também é produtor executivo e atua na websérie Youthful Daze, o drama teen que ganhou vários prêmios em seu gênero.

#### Chhibber Mann
Mike Manning é co-fundador da empresa Chhibber Mann Productions, juntamente com o ator e produtor Vinny Chhibber. Segundo o site oficial da empresa, o objetivo é conectar o público com o entretenimento, desenvolvendo e produzindo projetos para televisão e cinema.

### Vida pessoal
Mike gosta de atividades ao ar livre, incluindo esqui, wakeboard e surf.
É bissexual assumido e diz ter maior atração por homens.
Atualmente reside em Los Angeles.

#### Ativismo e filantropia
Quando criança, Mike desenvolveu uma paixão por trabalho voluntário. Na escola primária, participou de um programa onde organizavam bolsas para enviar para as crianças da África, com isso teve até um pen pal. No ensino médio, se envolveu com a Cruz Vermelha e a Sociedade de honra, entre outras coisas. Depois de viver na Flórida, Colorado e México, mudou-se para Washington, DC para fazer a diferença com a filantropia, ele era ativo com a Energy Action Coalition e a Human Rights Campaign. Tem trabalhado com muitas organizações sem fins lucrativos em todo o país. Seu ativismo marcou um convite para assistir a 13ª Recepção do Mês do Orgulho LGBT, na Casa Branca com o presidente Barack Obama.
Atualmente, é um dos embaixadores do Boo 2 Bullying (que também conta com Cassie Scerbo) e um contribuinte do My Life My Power, ambos com a missão de acabar com o bullying nas escolas e comunidades. Também é um mentor e ator em nome da Young Storytellers Foundation.
Mike foi agraciado com o "Courage Award" 2011 da LifeWorks, por sua dedicação ao desenvolvimento da juventude e como mentor. Também foi premiado com o "Spotlight Award" 2010 da PFLAG, e com o "Rebel With A Cause" da revista Weekender. Além disso, continua a viajar pelo país como um orador público, conversando com faculdades e universidades sobre Juventude e Ativismo Anti-Bullying.

## Filmografia

### Televisão
| Ano           | Título             | Papel        | Notas                                  |
| ------------- | ------------------ | ------------ | -------------------------------------- |
| 2013-presente | Youthful Daze      | Colin Morris | Websérie / Também é produtor executivo |
| 2013          | Hawaii Five-0      | Jonah Adkins | Episódio 12, Temporada 3               |
| 2012          | Crash & Bernstein  | Trey         | Episódio 5, Temporada 1                |
| 2009-2010     | The Real World: DC | Participante | Reality show / 16 episódios            |

### Cinema
| Ano  | Título                                          | Papel                 | Notas                                          |
| ---- | ----------------------------------------------- | --------------------- | ---------------------------------------------- |
| 2015 | Case Number 13                                  | Chase                 |                                                |
| 2015 | Love Is All You Need?                           | Benson                |                                                |
| 2015 | Hollywood Miles                                 | Trent                 | Curta-metragem                                 |
| 2015 | WWJD What Would Jesus Do? The Journey Continues | Nick                  |                                                |
| 2015 | Showpony                                        | Ben                   | Curta-metragem / Também foi produtor associado |
| 2014 | Case #13                                        | Chase                 |                                                |
| 2014 | Jen Foster: She                                 | Padrinho de casamento | Curta-metragem                                 |
| 2014 | Cloud 9                                         | Nick Swift            | Telefilme                                      |
| 2013 | Black Hearts                                    | Co-dependente Greg    | Também foi produtor                            |
| 2013 | Bike Cops Van Nuys                              | Ari                   | Telefilme                                      |
| 2013 | Channing                                        | Namorado de Nina      | Telefilme                                      |
| 2013 | Violence of the Mind                            | Brock                 |                                                |
| 2012 | Campsite Killer                                 | Chad                  | Curta-metragem / Também foi produtor           |
| 2012 | I Do                                            | Craig                 |                                                |
| 2012 | Operation Cupcake                               | Ray MacEwan           | Telefilme                                      |
| 2011 | Never Forget                                    | Brendan               | Curta-metragem                                 |
| 2011 | Velcro Love Triangle                            | John                  | Curta-metragem                                 |
| 2011 | Gingerdead Man 3: Saturday Night Cleaver        | Adonis / Bugsby       | Creditado como Mike Manning                    |
| 2011 | eCupid                                          | Myles                 | Creditado como Mike Manning                    |
| 2011 | The Brothers Sinclair                           | Jeffrey Sinclair      | Creditado como Mike Manning                    |